# Andrew Jackson Davis
Andrew Jackson Davis (né le 11 août 1826, mort le 13 janvier 1910) fut une figure du mouvement Spiritualisme aux États-Unis. Il est né à Blooming Grove, État de New York.

## Biographie
Andrew Jackson Davis bénéficia d'une grande renommée en tant que clairvoyant et médium. Il pratiqua des soins en utilisant le magnétisme, selon les principes du mesmérisme. Il entrait en état de transe et dictait verbalement des livres entiers à son entourage. Cette méthode lui permit de produire un grand nombre d'ouvrages à vocation scientifique. Selon l'opinion commune de son époque, il n'avait jamais reçu la moindre éducation scolaire.

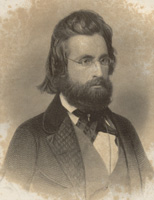
Andrew Jackson Davis.

### Œuvres
- The Principles of Nature, Her Divine Revelation, and a Voice to Mankind (1847), 9° éd. New York, 1852, XXII-786 p.
- The Great Harmonia: Being a Philosophical Revaltion of the Natural, Spiritual and Celestial Universe (1850-1859), encyclopédie en 5 volumes
  - vol. I : The Physician, Forgotten Books, 2016, 470 p. 
  - vol. II : The Teacher, Forgotten Books, 2016, 396 p.
  - vol. III : The Seer, Palala Press, 2016  
  - vol. IV : The Reformer, Nabu Press, 2011, 456 p. ; Palala Press, 2016
  - vol. V : The Thinker, Nabu Press, 2010, 444 p. ; Palala Press, 2016
- The Philosophy of Special Providences (1850)
- The Magic Staff, an Autobiography of Andrew Jackson Davis (1857), New York, J. S. Brown, 552 p.
- Death and the Afterlife. Eight Evening Lectures on the Summer Land (1865), Square Circles Publishing, 2015, 164 p.
- A Stellar Key to the Summer Land (1868), Leopold Classic Library, 2016, 212 p.
- Answers to Ever-recurring Questions from the People: A Sequel to the Penetralia (1868), Literary Licensing, 2013, 420 p.
- Tale of a Physician (1869) - [2]
- Views of Our Heavenly Home (1878).
- The Harmonial Philosophy: Compendium and Digest of the Works of Andrew Jackson Davues (1917), London, W. Rider, XXXII-424 p., 2° éd. 1923.

### Études
- William Fishbough, Le spiritisme en Amérique. Essai biographique sur Andrew Jackson Davis, le nouveau révélateur, trad. Clémence Guérin, Ledoyen, 1862 .
- Ann Braude, Radical Spirits, Boston, Beacon Press, 1989, p. 34-155.
- John DeSalvo, Andrew Jackson Davis: The First American Prophet and Clairvoyant (1826-1910), Lulu, 2006, 217 p.